# Lispe angustipalpis
Lispe angustipalpis este o specie de muște din genul Lispe, familia Muscidae. A fost descrisă pentru prima dată de Stein în anul 1920. Conform Catalogue of Life specia Lispe angustipalpis nu are subspecii cunoscute.